# نورپردازی گرافیک رایانه‌ای

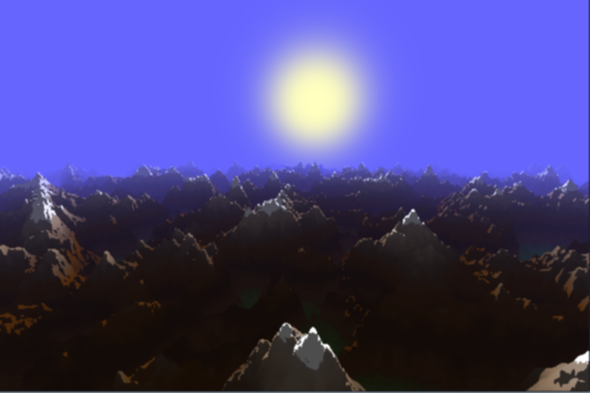
منبع نور جهت‌دار که یک زمین را روشن می‌کند.

نورپردازی گرافیک رایانه‌ای (به انگلیسی: Computer graphics lighting) مجموعه تکنیک‌هایی برای شبیه‌سازی نور در گرافیک رایانه‌ای است.
تکنیک‌های نوری بسیار وسیع هستند و در سطوح مختلف جزئیات متفاوت هستند. هنرمندان گرافیکی از منابع نوری متفاوت، مدل‌ها، سایه‌ها و جلوه‌های متفاوتی برای هر پروژه استفاده می‌کنند.